# Safety E.P.
Safety E.P. è il primo EP del gruppo musicale britannico Coldplay, autoprodotto e pubblicato il 18 maggio 1998.

## Descrizione
Registrato in una sola settimana, Safety E.P. venne finanziato dal manager del gruppo Phil Harvey, che fu disposto a sborsare circa 200 sterline per i costi di produzione.
Della pubblicazione furono stampate 500 copie, di cui solo cinquanta furono distribuite a negozi e aziende, mentre le rimanenti vennero distribuite a parenti e amici del gruppo.
La copertina dell'EP raffigura Chris Martin ritratto in una foto posseduta da John Hilton, un amico dei Coldplay, scattata nel backstage di uno dei primi concerti del gruppo mentre il nome dell'EP deriva dalla scritta "Safety Door" che è venuta nella foto scattata dall'amico.

## Tracce
Testi e musiche di Coldplay.
1. Bigger Stronger – 4:49
2. No More Keeping My Feet on the Ground – 4:31
3. Such a Rush – 4:57